# مطالبات بالتاج
هناك خمس طرق يمكن للشخص من خلالها المطالبة بالتاج، وهي مرتبة فيما يلي وفقًا لقوتها. يستند هذا الترتيب على إمكانية الاستحواذ.
1. حق الفتح: إذا قام شخص بالإطاحة بالملك، وأخذ التاج والمملكة بالقوة، واحتفظ بهما، فإن هذا الشخص يصبح ملكًا. ويقع اغتصاب التاج وعزل الملك ضمن هذه الفئة.
2. الافتراض: في غياب الملك، إذا قام شخص بالمطالبة بالتاج والمملكة دون مقاومة وتمكن من الاحتفاظ بهما، فإنه يصبح ملكًا.
3. الحق في الخلافة الملكية: عندما يموت الملك، وإذا كان القانون ينص على خلافة التاج والمملكة، وكان هناك شخص يقع ترتيبه الأول بين الخلفاء، يصبح هذا الشخص ملكًا ما لم يغتصب آخر التاج.
4. الحق في الترشح: إذا مات الملك وله وريث معين، ومع غياب قانون ينص على خلافة التاج والمملكة، يصبح هذا الشخص ملكًا، ما لم يغتصب آخر التاج وإذا تمكن من قمع غيره من المطالبين به.
5. حق القرابة: إذا مات الملك دون أن يترك وريثًا معينًا، وفي غياب قانون ينص على خلافة التاج والمملكة، وهناك أحد أقارب الملك المتوفى، فيصبح هذا الشخص الملك ما لم يغتصب آخر التاج، وإذا تمكن من قمع غيره من المطالبين به.